# River Aeron
River Aeron är ett vattendrag i Storbritannien.   Det ligger i riksdelen Wales, i den södra delen av landet, 290 km väster om huvudstaden London.